# Angus McGill Mowat
Pour les articles homonymes, voir Mowat.
Angus McGill Mowat  (19 novembre 1892-21 septembre 1977) est un soldat et bibliothécaire ayant grandement contribué au développement d'un réseau de bibliothèques à travers l'Ontario et la Saskatchewan au Canada des années 1920 aux années 1960.
Tout au long de sa carrière, il encourage l'amélioration des collections pour adultes et enfants, il milite pour l'effort financier de l'État dans le développement du réseau et avec la bibliothèque de Moose Factory, stimule le développement de services bibliothécaire pour les Premières Nations à travers le Canada.

## Biographie
Né à Trenton en Ontario, il étudie à l'Université Queen's et au Corps-écoles des Officiers canadiens de 1912 au 1914. Bachelier en arts en 1931, il étudie simultanément dans une formation de bibliotechnicien offerte par le Ministère de l'Éducation de l'Ontario en 1926. Il complète ensuite une maîtrise à l'Université de la Saskatchewan en 1935.
Durant la Première Guerre mondiale, il joint le Génie militaire canadien en août 1914. Il sert en France et en Belgique et est blessé aux bras durant la Bataille de la crête de Vimy et est rapatrié au Canada en 1917.
Il joint ensuite le The Hastings and Prince Edward Regiment de 1921 à 1928, avant de devenir réserviste.

## Après guerre
Nommé bibliothécaire en chef de la bibliothèque de Trenton en juillet 1922, il occupe cette fonction dans plusieurs autres bibliothèque par la suite: 
- 1922-28 Bibliothécaire-chef, Trenton, ON.
- 1928-30 Bibliothécaire-chef, Belleville, ON.
- 1930-32 Bibliothécaire-chef, Windsor, ON.
- 1932-37 Bibliothécaire-chef, Saskatoon, SK[4].
- 1937-47 Inspecteur des bibliothèques publiques, ON[5].
- 1948-59 Directeur des bibliothèques publiques, ON.
- 1959-60 Directeur du Service des bibliothèques publiques, ON[6].

Peu avant la Seconde Guerre mondiale, il écrit la nouvelle Then I'll Look Up (1938) et, après la guerre, Carrying Place (1944). Après l'écriture de sa seconde nouvelle, il considère que l'écriture n'est pas sa force et décide de concentrer ses efforts sur l'amélioration du réseau de bibliothèques.
Grand amateur de bateaux, il restaure le Scott Hutcheson de 1968 à 1971 qui sera ensuite au Musée marin des Grands Lacs de Kingston et désormais nommé The Black Angus en son honneur. Dans les dernières années de sa vie, il se lie d'amitié avec le poète Al Purdy (en) et est le sujet du documentaire Angus de l'Office national du film du Canada en 1971.
Il meurt à Northport en Ontario en septembre 1977.

## Récompense
Le gouvernement de l'Ontario créer le Angus mowat Award of Excellence en 1985, une récompense remise annuellement à des projets contribuant à l'amélioration d'un service de bibliothèque.

## Famille
Son arrière-grand-père, John Mowat, contribue à l'établissement de l'Université Queen's à Kingston. Son grand-père, John Bower Mowat, est professeur de cette université. Son grand-oncle, Oliver Mowat sert comme premier ministre de l'Ontario de 1872 à 1896. Son oncle, John McDonald Mowat, sert brièvement comme maire de Kingston et meurt durant la bataille de Vimy en 1917. Son fils, Farley Mowat, devient écrivain et environnementaliste avec sa femme Claire Mowat.